# Мошківці
Мо́шківці — село в Войнилівській громаді Калуського району Івано-Франківської області України.

## Історія
Згадується 5 грудня 1446 року в книгах галицького суду.
У податковому реєстрі 1578 р. в селі фіксується піп — отже, вже тоді була церква.
У 1880 році було 334 мешканці в селі та 9 на землях фільварку (більшість — греко-католики, крім 55  римо-католиків), церква Різдва Найяснішої Діви Марії (парафія — Сівка).
У 1939 році в селі проживало 600 мешканців (560 українців-грекокатоликів, 30 українців-римокатоликів і 10 поляків).
Після приєднання Західної України до СРСР село ввійшло 17 січня 1940 р. до новоутвореного Войнилівського району. 12 червня 1951 р. під приводом попереднього злиття колгоспів у колгосп ім. Лесі Українки Войнилівський райвиконком рішенням № 320 ліквідував Мошківську сільраду з приєднанням до Сівко-Войнилівської сільради.

## Соціальна сфера
- Церква Різдва Пресвятої Богородиці (храмове свято 21 вересня) збудована 1869 року.[6] Австрійська армія конфіскувала в серпні 1916 р. у мошківській церкві 4 давні дзвони діаметром 58, 30, 22, 32 см, один із дзвонів вагою 16 кг, виготовлені в 1799, 1686, 1799 рр. Після війни польська влада отримала від Австрії компенсацію за дзвони, але громаді села грошей не перерахувала.[7]
- ФАП
- Народний дім
- 147 дворів, 348 мешканців.

Село газифіковане.

## Вулиці
У селі є вулиці:
- Братів Косарів
- Василя Стуса
- Гагаріна
- Клубна
- Лесі Українки
- Лугова
- Ольги Кобилянської
- Тичини
- Центральна

## Відомі люди
- Марійчин Андрій — «Тютюнник» (12.12.1914 с. Мошківці -13.04.1946 с. Суботів Галицького району) — сотенний сотні «Вітрогони»[10].
- Шинкарук Неоніла Іванівна — Заслужений працівник освіти України (2004).
- Д-р Ян Янув (пол. Jan Janów) (нар. 1888 — пом. 1952) — польський філолог, наукові зацікавлення полягали здебільшого в дослідженні українських текстів 16—17 століть та порівнянні їх з польськими, і в українській діалектології Галичини.